# Гринюк Марія Миколаївна
Марія Миколаївна Гринюк (нар. 24 листопада 1959, Старий Косів, нині Івано-Франківська область) — український мистецтвознавець, майстриня художньої кераміки, громадська діячка. Кандидат мистецтвознавства (1997), доцент (2004). Член Національної спілки художників України (1995). Заслужений діяч мистецтв України (2019).

## Життєпис
Марія Гринюк народилася 24 листопада 1959 року в селі Старому Косові (нині Косівська громада, Косівський район, Івано-Франківська область, Україна).
Першим її учителем малювання був кераміст Василь Аронець, який спрямував її увагу на кераміку. 1979 року закінчила Косівський технікум народних художніх промислів, 1984-го — Львівський інститут прикладного та декоративного мистецтва (педагоги з фаху Карло Звіринський, Вітольд Манастирський, Еммануїл Мисько). Після навчання працювала викладачем, доцентом кафедри історії та теорії мистецтва, заступником директора з навчальної роботи, а протягом 2001—2006 років була ректором Косівського інституту прикладного та декоративного мистецтва. Нині на творчій роботі.
Очолює благодійну організацію «Автентика Гуцульщини». Засновник фестивалю «Мальований дзбаник». Ініціатор та автор проєкту культурно-мистецького центру «Дзбан», який нині будується у Старому Косові. 2019 року з її ініціативи косівську кераміку внесли до Репрезентативного списку нематеріальної культурної спадщини ЮНЕСКО.

## Доробок
Серед праць:
- книга «На далекій полонині» (1997, автор Анжей Польца; співавторка Марія Гринюк);
- проєкт «Галерея майстрів Гуцульщини» (до нього увійшли дослідницькі видання Марії Матійчук (2006)[6], «Вогняне диво Романа Стринадюка», «Образний світ Валентини Джуранюк» (2013);
- бібліографічний довідник «Олексій Соломченко» (1999, укладач);
- буклети «Автентика і час» (2002), «Косівщина мистецька» (2003).
- публікація «Народні промисли і професійне мистецтво в контексті вищої регіональної художньої школи».

## Творчість
Від 1986 року представляє свої роботи на регіональних, всеукраїнських та міжнародних виставок. Того ж року в Косові відбулася персональна виставка майстрині. У її роботах простежуються традиції гуцульської кераміки (столові сервізи, декоративні блюда й вази та об'ємно-просторові композиції).
Серед важливих робіт:
- столовий сервіз «Космацький» (1985);
- ваза для інтер'єру «Цвіт папороті» (1998);
- настінні блюда — «Горіховий лист», «Хризантеми», «Квіти на свято» (усі — 2000);
- об'ємно-просторова керамічна композиція «Христос воскрес» (2002).

## Нагороди
- Заслужений діяч мистецтв України (8 листопада 2019) — за значний особистий внесок у розвиток національної культури і мистецтва, вагомі творчі здобутки та високу професійну майстерність[7];
- Почесні грамоти Міністерства освіти і науки України, Національної спілки журналістів України, Кабінету Міністрів України[4] та інші.